# Ахундзада, Хайбатулла
Мавлави Хайбатулла́ Ахундзада́ (пушту هیبت الله آخندزاده‎ род. около 1960, Панджваи, Королевство Афганистан) — афганский государственный, политический, военный и религиозный деятель, богослов, действующий лидер исламистского движения «Талибан» c 25 мая 2016 года. С 15 августа 2021 года — де-факто эмир Исламского Эмирата Афганистан. Редко появляется на публике, почти не имеет цифрового следа, за исключением непроверенной фотографии и нескольких аудиозаписей выступлений.
Хорошо известен своими фетвами по вопросам Талибана. В отличие от многих лидеров «Талибана», у него самого нет активного военного прошлого, хотя один из его сыновей был террористом-смертником. Был исламским судьёй шариатских судов во времена первого правления талибов. В начале войны в Афганистане был выбран руководителем теневой судебной системы «Талибана» и оставался на этом посту до избрания верховным лидером «Талибана» 25 мая 2016 года. Второй эмир Аль-Каиды Айман аз-Завахири, поддержал Ахундзаду как Амира аль-муминина, что укрепило репутацию Ахундзады как джихадиста среди союзников «Талибана». В 2019 году Ахундзада назначил Абдула Гани Барадара руководителем мирных переговоров с США, что привело к подписанию Дохийского соглашения в 2020 году, начавшее вывод американских войск из Афганистана.
Ахундзада привёл «Талибан» к победе над афганским правительством в ходе наступления «Талибана» в 2021 году, в то время как вывод американских войск всё ещё продолжался. После победы «Талибана» стал абсолютным правителем Афганистана и установил тоталитарное исламистское правительство. Его правление подверглось критике за широкомасштабные нарушения прав человека, особенно права женщин и девочек на работу и получение образования. По его приказу администрация «Талибана» не позволила большинству девочек-подростков вернуться в среднюю школу.

## Биография
Родился в деревне Сперван, уезд Панджвайи провинции Кандагар в Королевстве Афганистан. По словам тогдашнего директора Афганского национального управления безопасности, Ахундзада родился в 1959 году. Однако, как полагают, по состоянию на март 2023 года, ему около 70 лет. Принадлежит к пуштунскому племени Нурзай. Его имя Хайбатулла переводится с арабского языка как «дар божий». Происходит из бедной и религиозной семьи. Получил начальное религиозное исламское образование у своего отца. После начала Афганской войны в 1979 году в 18-летнем возрасте вместе с семьёй был вынужден бежать в соседний Пакистан и поселился в городе Кветта, недалеко от афгано-пакистанской границы. Там он продолжил религиозное обучение в одном из пакистанских медресе и получил звание «Шейх аль-Хадис».
В 1980-е годы был «вовлечён в исламистское сопротивление» против советской армии, из-за чего вернулся в просоветскую Демократическую Республику Афганистан и активно участвовал в боях против советской армии. По данным Талибана в то время он воевал за Хезб-и Ислами Халис. В начале 1990-х годов, когда исламистское повстанческое движение набирало силу в Афганистане после ухода советских войск, вернулся в свою деревню в провинции Кандагар. 65-летний житель этого села по имени Абдул Каюм, вспоминал, что Ахундзада проводил переговоры с гостями из «города и из Пакистана». В 1994 году присоединился к ещё молодому движению «Талибан». В это время талибы захватили граничащую с Ираном провинцию Фарах, и Ахундзада стал «ответственным за борьбу с преступностью» (главой провинциального МВД) в этой провинции. После захвата Кабула в 1996 году был назначен членом талибанского «Департамента по поощрению добродетели и предотвращению порока». В конце 1990-х годов перебрался в Кандагар и стал муллой и мухтасибом в крупном медресе и сети небольших худжр, где, по некоторым данным, тогда обучались около ста тысяч талибов (то есть студентов) со всего Афганистана. По некоторым данным, у него были разногласия относительно внутренней политики Исламского Эмирата Афганистан с тогдашним руководством «Талибана», что и стало причиной его «ссылки» из Кабула в Кандагар.
После вторжения международной коалиции во главе с США в 2001 году Ахундзада бежал в Пакистан, где нашёл убежице в Кветте. Благодаря своим знаниям в области исламского права он стал главой Совета улемов движения «Талибан». Чуть позже был назначен главным кади (судьёй) теневой системы правосудия уже трещавшего по швам Исламского Эмирата Афганистан. Он также стал признанным тренером целого поколения боевиков Талибана, которые окончили обучение в Кветте, а также одним из советников самого муллы Омара. По данным американских спецслужб тех лет, Хайбатулла Ахундзада среди талибов имел больше репутацию духовного лидера и не рассматривался в качестве военного командира. Источники спецслужб отмечали его ораторские качества, обширные знания по исламу и харизматичность. Именно он отвечал за большинство фетв талибов и выступал в качестве судьи и эксперта в религиозных и этических спорах внутри «Талибана», которые периодически возникали. Мулла Омар и мулла Мансур часто консультировались с ним по ряду вопросов, в том числе в вопросах издания важных фетв.
По некоторым данным, даже после вторжения коалиционных войск в Афганистан Ахундзада не покидал его пределы, скрываясь преимущественно в южных частях страны, а также вблизи протяжённой границы с Пакистаном. Пропаганда «Талибана» утверждала, что он ни разу не покидал Афганистан с 2001 по 2016 год. В 2015 году был повышен и стал заместителем лидера движения «Талибан». Одним из его примечательных нововведений в качестве заместителя лидера движения эксперты называли введение системы внутренней безопасности, в соответствии с которой при правителях подконтрольных провинций были сформированы специальные комиссии «из правоверных мусульман», которые могли расследовать злоупотребления и нарушения полевых командиров и боевиков, наказывать и контролировать их.
Ахундзада был назначен верховным лидером «Талибана» 25 мая 2016 года, сменив Мансура, который был убит в результате удара американских беспилотников. Источники талибов заявили, что Мансур назначил Ахундзаду своим преемником в своём завещании. Якуб и Хаккани были назначены двумя заместителями Ахундзаде. Абдул Разак Ахунд и Абдул Сата Ахунд пообещали свою поддержку Ахундзаде в декабре 2016 года. С тех пор Ахундзада не появлялся на публике, а СМИ уже несколько раз сообщали о его гибели, в том числе от коронавируса, но официально это подтверждено не было.
В мае 2021 года Ахундзада призвал афганский народ к выводу войск Соединённых Штатов и созданию исламского государства. Силы «Талибана» под его номинальным командованием начали общее наступление, стремясь добиться окончательной победы в войне. 15 августа 2021 года «Талибан» получил контроль над Кабулом, после чего было объявлено о полном захвате территории Афганистана и возрождении Исламского Эмирата Афганистан.
В августе 2021 года стало известно, что верховный лидер движения «Талибан» прибыл в Афганистан и находится в провинции Кандагар, где обсуждает создание будущей системы управления страны.
23 января 2025 года прокурор МУС запросил ордер на его арест и главного судьи Афганистана Абдулы Хакима Хаккани, обвиняя их в совершении преступлений против человечности. Ордера на арест были выданы 8 июля 2025 года.

## Семья
Нет достоверных данных о семейном положении Хайбатуллы Ахундзаде. Его отец по имени Мухаммад Ахунд, был богословом и возглавлял молитвы в мечети Малук в деревне Сафид Раван. Семья Ахундзады не имея собственной земли или садов зависела от того, что община платила его отцу наличными деньгами, или частью своего урожая, потому-что его семья имела очень скромный достаток. Также известно, что у Ахундзады был сын по имени Абдур Рахман, который в июле 2017 года случайно погиб (по другим данным, был застрелен афганскими солдатами) при совершении самоподрыва террориста-смертника во время нападения талибов на одну из военных баз афганской армии в провинции Гильменд. Также у Ахундзады был младший брат по имени Хафиз Ахмадулла, который был убит 16 августа 2019 года с минимум тремя другими людьми в результате взрыва бомбы во время Джума-намаза в мечети Хайр-уль-Мадарис в Пакистане. В результате взрыва были ранены более 20 человек, включая сына и двух племянников Ахундзады. Также в этой мечети и семинарии, Ахундзада преподавал, и руководил молитвами.